# Мурагин, Виталий Константинович
Виталий Константинович Мурагин (род. 1961) — сотрудник советских и российских органов государственной безопасности, генерал-майор.

## Биография
Виталий Константинович Мурагин родился в 1961 году в городе Алма-Ате Казахской Советской Социалистической Республики. После окончания средней школы поступил в Казахский политехнический институт. Окончил это учебное заведение.
Поступил на службу в органы Комитета государственной безопасности при Совете Министров СССР. Окончил Высшую школу КГБ СССР. Начинал службу оперативником, в дальнейшем служил на различных руководящих должностях.
После распада Советского Союза продолжал службу в системе Министерства безопасности — Федеральной службы безопасности Российской Федерации. Дослужился до должность руководителя одного из подразделений в центральном аппарате этого ведомства.
В июне 2011 года был назначен начальником Управления Федеральной службы безопасности Российской Федерации по Псковской области.